# Winamax
Winamax es una empresa de juegos de azar francesa. Su oferta de productos incluye póquer en línea y apuestas deportivas. En 1999, Winamax se fundó originalmente como editor de videojuegos.

## Patrocinio
Hasta el verano de 2015, Winamax fue el principal patrocinador de camisetas del AS Saint-Étienne. La empresa se convirtió en patrocinador principal de camisetas del Granada CF en 2019 y renovó el contrato con el club en 2020 por otros dos años.En 2020, Winamax firmó un contrato de tres años como patrocinador de la parte delantera de las camisetas de visita y la parte trasera de las camisetas de local del RC Strasbourg Alsace.
Desde agosto de 2021 hasta enero de 2022, Winamax fue el principal patrocinador de camisetas del FC Girondins de Bordeaux. Winamax patrocinó brevemente al club de fútbol francés FC Girondins de Bordeaux como patrocinador principal de la camiseta durante la temporada 2021-22 de la Ligue 1. El club puso fin a la asociación después de que la marca de juegos de azar hiciera publicaciones en Twitter que se consideraban una burla del desempeño del club esa temporada.
En la temporada 2022-23, la empresa fue el patrocinador principal de la camiseta del ES Troyes AC.
El 3 de agosto de 2023, Winamax firmó un contrato de tres años como patrocinador principal de la camiseta con el VfB Stuttgart. En julio de 2024, el VfB Stuttgart anunció la rescisión anticipada de su contrato con Winamax, con efecto a partir del verano de 2025. Antes de ganar la Copa de Alemania 2024-25, el club anunció que el logotipo de Winamax en la camiseta del equipo de Stuttgart había sido reemplazado por el del nuevo patrocinador para la final, alegando razones comerciales. En junio de 2025, el VfB Stuttgart presentó una demanda contra el patrocinador, argumentando que Winamax había suspendido los pagos en la primavera de 2025 y aún no había pagado después de numerosos recordatorios.